# Wahl zum Schwedischen Reichstag 2010
- V: 19
- S: 112
- MP: 25
- C: 23
- FP: 24
- M: 107
- KD: 19
- SD: 20

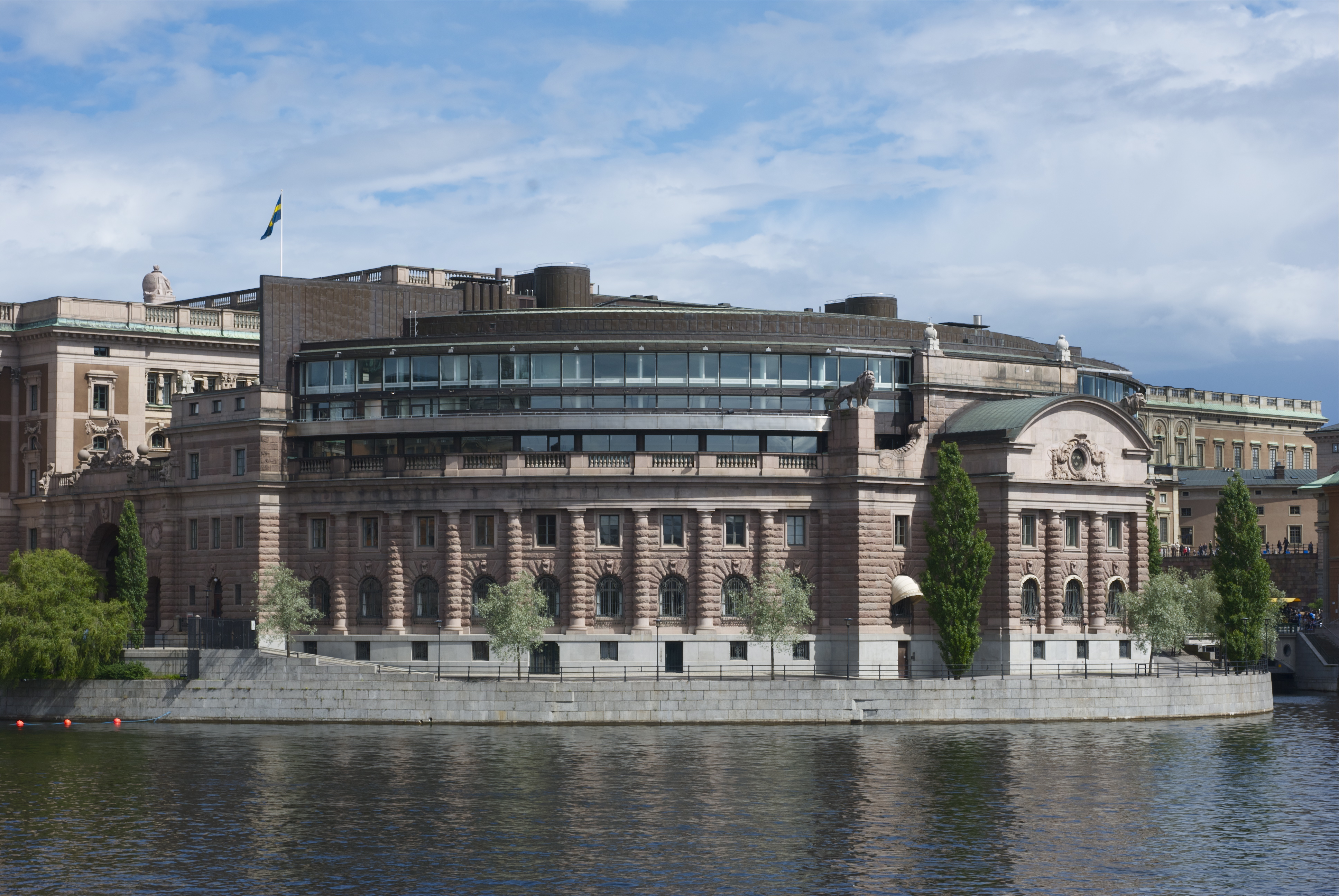
Reichstagsgebäude in Stockholm

Die Wahl zum Schwedischen Reichstag 2010 fand am 19. September 2010 statt.
Gut 7 Millionen Schweden waren dazu aufgerufen, ihre Stimme abzugeben.

## Termine, Legislaturperiode, Wahlsystem
Der Wahltermin folgte der schwedischen Tradition, der zufolge Reichstagswahlen am dritten Sonntag im September abgehalten werden. Zur Wahl aufgerufen waren 7.123.082 Bürger, nämlich alle Schweden, die spätestens am Wahltag das 18. Lebensjahr vollendet hatten. Es waren 504.419 Erstwähler an den Urnen erwartet worden. Ab dem 1. September 2010 durften Bürger in Schweden, die am Wahltag verhindert waren, vorab wählen; schwedische Staatsbürger im Ausland hatten bereits ab dem 26. August 2010 Gelegenheit zur Stimmabgabe. 2.178.425 Personen nutzten diese Möglichkeiten – ein Anstieg von 384.750 Personen gegenüber den Wahlen 2006.
Gewählt wurden für eine Legislaturperiode von vier Jahren 349 Abgeordnete des Schwedischen Reichstages. Das schwedische Wahlsystem beruht auf dem Prinzip der Verhältniswahl. Das Land ist in 29 Wahlkreise (valkretsar) unterteilt, die im Wesentlichen den 21 schwedischen Län (Provinzen) entsprechen. Stockholms län ist jedoch in zwei Wahlkreise, Skåne län in vier und Västra Götalands län in fünf Wahlkreise untergliedert.
Die 349 Mandate des Parlamentes setzen sich aus 310 sogenannten festen Mandaten (fasta mandat) und 39 Ausgleichsmandaten (utjämningsmandat) zusammen. Spätestens am 30. April eines Wahljahres legt die Wahlbehörde jeweils fest, wie viele Mandate den einzelnen Wahlkreisen zugeordnet werden. Aufgrund einer Sperrklausel erhält eine Partei nur dann Mandate, wenn sie mindestens vier Prozent der Stimmen im ganzen Reich oder mindestens 12 Prozent der Stimmen in einem der Wahlkreise erhält. Seit 1998 haben die Wähler die Möglichkeit, Vorzugsstimmen für einen bestimmten Kandidaten der gewählten Partei zu vergeben. Zur Anwendung gelangt eine sogenannte „modifizierte“ Fassung des Sainte-Laguë-Sitzzuteilungsverfahrens.
Gleichzeitig mit den Reichstagswahlen wurden auch die Wahlen zum Provinziallandtag und die Gemeinderatswahlen durchgeführt.

## Ausgangslage

### Wahl 2006
Die schwedische Nachkriegsgeschichte wurde maßgeblich von Sveriges socialdemokratiska arbetareparti (Sozialdemokratische Arbeiterpartei) mitgestaltet, die allerdings nur selten mit absoluten Mehrheiten regierte. Häufig stellten die Sozialdemokraten eine Minderheitsregierung, die bei Entscheidungen im Reichstag mit verschiedenen anderen Parteien, auch aus dem bürgerlichen Lager, paktierte. Gleichzeitig traten die bürgerlichen Parteien selten als Einheit auf und befanden sich teilweise in einem gegenseitigen Konkurrenzverhältnis. Diese Besonderheiten der schwedischen Politik verhinderten lange eine starre Blockbildung. Eine Bündelung der bürgerlichen Kräfte wurde erst ab August 2004 mit Gründung der Allianz für Schweden erreicht. Dem Bündnis gehören bis heute die vier Parteien Moderata samlingspartiet (Konservative), Centerpartiet (Zentrumspartei), Folkpartiet liberalerna (Liberale Volkspartei) und Kristdemokraterna (Christdemokraten) an.
Obwohl die Sozialdemokraten aus der Reichstagswahl 2006 erneut als stärkste Kraft hervorgingen, gewann die Allianz für Schweden die absolute Mehrheit der Stimmen. Schweden bekam damit zum ersten Mal seit 1994 wieder eine bürgerliche Regierung. Die Allianz zog mit 178 Abgeordneten in den Reichstag ein, während die Sozialdemokraten und die sie stützenden Parteien, die Vänsterpartiet (Linkspartei) und die Miljöpartiet de Gröna (Grüne), insgesamt 171 Mandate erreichten. Zum neuen Ministerpräsidenten wurde am 5. Oktober 2006 Fredrik Reinfeldt von den Konservativen gewählt.

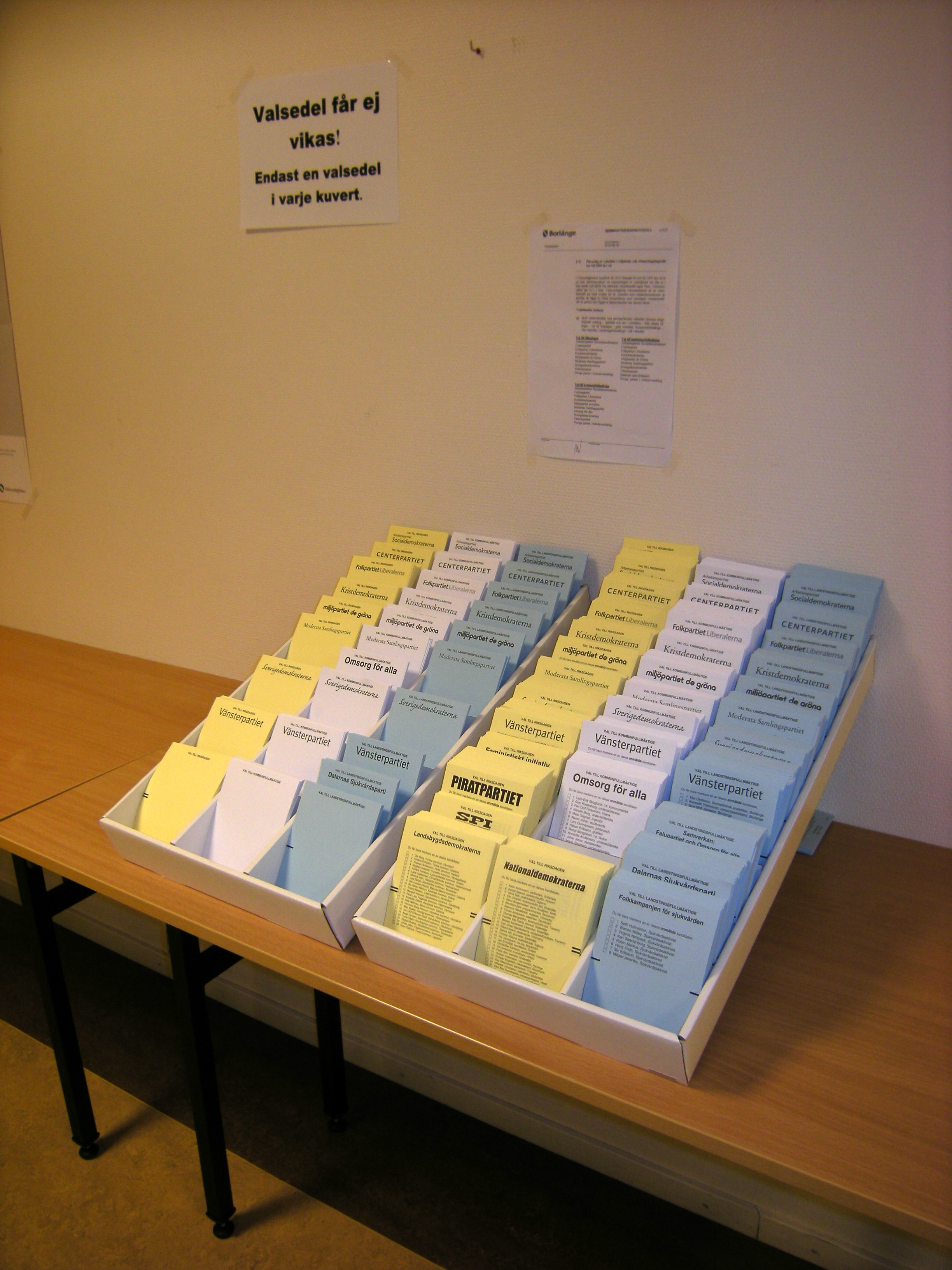
Wahlzettel in einem schwedischen Wahllokal

| Partei          | Partei                                           | Stimmen   | Stimmen | Sitze |
| Partei          | Partei                                           | Anzahl    | %       | Sitze |
| --------------- | ------------------------------------------------ | --------- | ------- | ----- |
|                 | Moderate Sammlungspartei (M)                     | 1.456.014 | 26,23   | 97    |
|                 | Zentrumspartei (C)                               | 437.389   | 7,88    | 29    |
|                 | Volkspartei Die Liberalen (FP)                   | 418.395   | 7,54    | 28    |
|                 | Christdemokraten (KD)                            | 365.998   | 6,59    | 24    |
|                 | Allianz für Schweden                             | 2.677.796 | 48,24   | 178   |
|                 | Sozialdemokratische Arbeiterpartei Schwedens (S) | 1.942.625 | 34,99   | 130   |
|                 | Linkspartei (V)                                  | 324.722   | 5,85    | 22    |
|                 | Umweltpartei Die Grünen (MP)                     | 291.121   | 5,24    | 19    |
|                 | Die Rotgrünen                                    | 2.558.468 | 46,08   | 171   |
|                 | Schwedendemokraten (SD)                          | 162.463   | 2,93    | —     |
|                 | Feministische Initiative (FI)                    | 37.954    | 0,68    | —     |
|                 | Piratenpartei (PP)                               | 34.918    | 0,63    | —     |
|                 | Sonstige                                         | 79.679    | 1,44    | —     |
|                 |                                                  |           |         |       |
| Gesamt          | Gesamt                                           | 5.551.278 | 100,00  | 349   |
|                 |                                                  |           |         |       |
| Wahlbeteiligung | Wahlbeteiligung                                  | 5.650.416 | 81,99   |       |
| Wahlberechtigte | Wahlberechtigte                                  | 6.892.009 | 100,00  |       |
|                 |                                                  |           |         |       |
| Quelle:         |                                                  |           |         |       |

### Aussagen vor der Wahl
Der Wahlkampf in Schweden stand im Zeichen der rivalisierenden Blöcke, der Allianz für Schweden und des oppositionellen Bündnisses Die Rotgrünen unter Führung der Sozialdemokraten. Beide Gruppierungen kündigten gemeinsame Wahlmanifeste an, die aber erst wenige Wochen vor der Wahl veröffentlicht wurden.

#### Allianz für Schweden

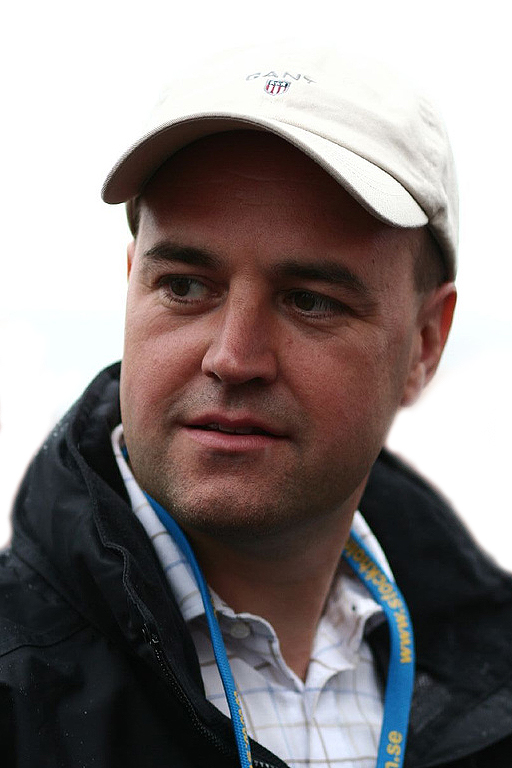
Fredrik Reinfeldt, Moderata samlingspartiet

Die Allianz präsentierte jedoch bereits im Mai 2010 eine weniger konkret gefasste Wahlplattform, die die längerfristigen Strategien der vier Parteien skizzierte. Als wichtiges Ziel stellten sie die Etablierung eines unternehmerfreundlichen Klimas heraus, von dem insbesondere kleine und mittelständische Betriebe profitieren sollen. Mit der Konsolidierung der öffentlichen Finanzen wurde vor allem die Entlastung der Kommunen angestrebt. Sie sollte auch bestimmte „Kernaufgaben“ des Wohlfahrtsstaates wie effiziente medizinische Dienstleistungen, eine verbesserte Altenpflege sowie ein gutes Schul- und Kindergartenangebot gewährleisten. Außerdem nahm die Allianz sich vor, ihre Energiepolitik so weiterzuentwickeln, dass Schweden „eine weltführende Rolle in der Klimaarbeit“ spielen konnte. Im Wahlmanifest vom 26. August 2010 wurde diese Zielsetzung unter anderem dahingehend präzisiert, dass der Ausstoß von Kohlendioxid bis 2020 um 40 Prozent gesenkt werden soll, ohne dass entsprechende Umweltsteuern erhöht werden.
Zu den weiteren konkreten Maßnahmen, die die Allianz vorschlug, gehörten der Verkauf der Staatsanteile an den Unternehmen Nordea und TeliaSonera sowie an der Wohnungsbaugesellschaft SBAB. Mit Hilfe eines neu aufgelegten Staatsfonds sollten Investitionen in strukturschwachen Gebieten Norrlands ermöglicht werden. Die Parteien verständigten sich außerdem darauf, Schulnoten, die es bis 2010 erst ab der achten Klasse gab, bereits in der sechsten Klasse einzuführen. Arbeitnehmern wurde eingeräumt, bis zum 69. Lebensjahr arbeiten zu dürfen (statt zuvor bis zum 67. Lebensjahr). Weitere Pläne sahen die Erhöhung der Steuern auf Alkohol und Tabak um 13 bzw. 8 Prozent vor.
In einer Reihe von Einzelfragen traten auch Konflikte zwischen den Parteien zutage. Die Christdemokraten beharrten zunächst auf einer Verdoppelung des Erziehungsgeldes für Eltern, die ihre Kinder im Alter von ein bis drei Jahren zu Hause betreuten (und also nicht in die Kindergärten schickten). Die Bündnispartner lehnten diese Familienpolitik jedoch ab. In einer Kompromissformulierung des Wahlmanifestes verständigten sich die Partner darauf, die Elternzeit zu verkürzen. Die Konservativen widersetzten sich Plänen einer sofortigen Senkung der Einkommensteuer, die die drei anderen Parteien zum Programm erhoben. Die Zentrumspartei, die besonders in den landwirtschaftlich genutzten Gebieten über eine größere Anhängerschaft verfügt, versprach, dass die Steuer auf Kunstdünger nicht wiedereingeführt wird, während die Liberale Volkspartei genau dies aus ökologischen Gründen forderte. Nur die Christdemokraten setzten sich dafür ein, die Mitgliedschaft in rassistischen Organisationen unter Strafverfolgung zu stellen, die übrigen Parteien beriefen sich auf die verfassungsmäßig garantierte Vereinigungsfreiheit. Die Konservativen und die Liberale Volkspartei befürworteten einen Eintritt Schwedens in die NATO, der für die anderen Parteien, mit Verweis auf die traditionelle schwedische Neutralitätspolitik, nicht in Frage kam. Daneben wichen die Parteien auch in einzelnen Schwerpunktsetzungen voneinander ab. Angesichts einer Arbeitslosigkeit von ca. 9 Prozent und einer relativ hohen Jugendarbeitslosigkeit stellte die „Jobfrage“, also die Belebung des Marktes, für Ministerpräsident Reinfeldt das dringlichste Anliegen dar. Die Liberale Volkspartei hingegen räumte Bildungsfragen den Vorrang ein.

#### Die Rotgrünen

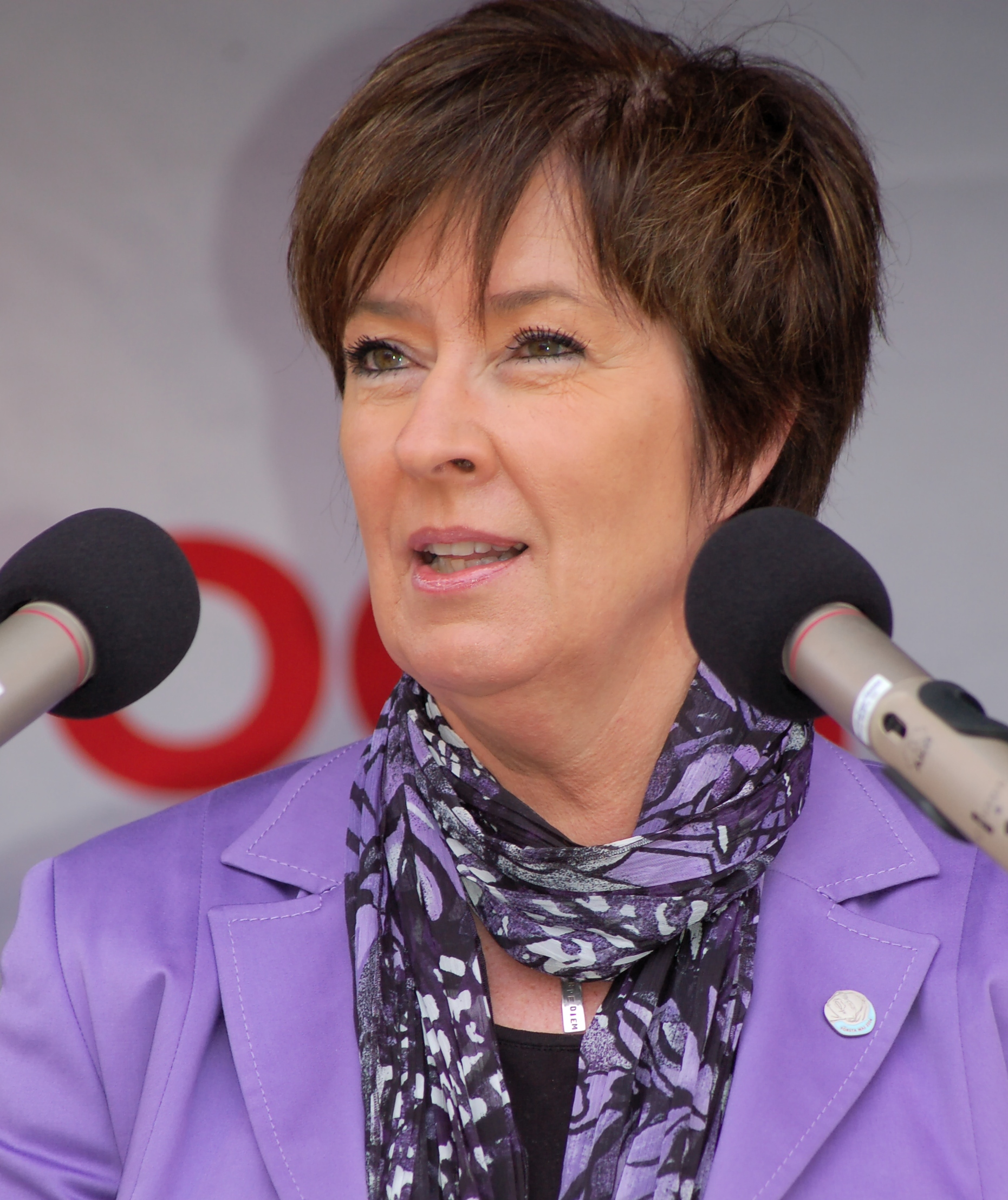
Mona Sahlin, Sveriges socialdemokratiska arbetareparti

Bis zur Reichstagswahl im September 2006 hatten die Sozialdemokraten mit Unterstützung der Linkspartei und der Grünen regiert, ohne dass die Parteien eine formelle Koalition eingegangen waren. Nach der Wahl von Mona Sahlin zur neuen Vorsitzenden der Sozialdemokraten im März 2007 verstärkte sich die Zusammenarbeit der drei Parteien. Im Herbst 2008 gingen sie ein Bündnis mit dem Ziel ein, nach der Reichstagswahl 2010 eine Koalitionsregierung in Schweden zu stellen. De Rödgröna (Die Rotgrünen) bildeten zu verschiedenen Themen zunächst fünf, später sieben Arbeitsgruppen, die das angekündigte gemeinsame Wahlmanifest ausarbeiten sollten. Daneben veröffentlichten die einzelnen Parteien auch eigene Wahlprogramme.
Einigkeit bestand im rotgrünen Lager darin, dass die Arbeitslosigkeit die größte Herausforderung für die Politik darstellte. Um vor allem Jugendliche von der Straße zu holen, sollten 44.000 neue Ausbildungsplätze geschaffen werden. Firmen, die bereit waren, junge Leute anzustellen, wurden Steuererleichterungen und Subventionen versprochen. Auch der ökologische Umbau der Gesellschaft versprach nach Ansicht des Bündnisses, Arbeitsplätze zu generieren.
Viele der Maßnahmen, die die Allianz nach ihrem Wahlsieg 2006 beschlossen hatte, wollten die Rotgrünen wieder zurücknehmen. So sollten unter anderem die Senkung von Arbeitgeberabgaben revidiert werden. Gleichzeitig beabsichtigten die Parteien, die abgeschaffte Vermögenssteuer wiedereinzuführen. Geplant war außerdem, dass Besitzer von Häusern mit einem Wert von mindestens 4,5 Millionen schwedischen Kronen (ca. 475.000 Euro), eine höhere Grundsteuer zu zahlen hatten. Diese und andere Maßnahmen garantierten nach Ansicht des Bündnisses ein größeres Maß an Gleichheit (jämlikhet), für die sich die Sozialdemokraten und linken Parteien in Schweden traditionell einsetzen. In Fragen der Energiepolitik beschlossen die Rotgrünen, den Neubau von Kernkraftwerken, den der Reichstag mit den Stimmen der Regierungsparteien im Juni 2010 beschlossen hatte, nach einem Wahlsieg zu stoppen. Auch versprachen sie, wieder für freien Eintritt in allen staatlichen Museen zu sorgen - eine ursprünglich sozialdemokratische Initiative, die 2006 von der Allianz zu Fall gebracht worden war.
Ein zentrales Anliegen der Rotgrünen war die Verteidigung bzw. Weiterentwicklung des Wohlfahrtsstaates. Das Bündnis kündigte an, 12 Milliarden Kronen (ca. 1,27 Milliarden Euro) mehr für das Gesundheitswesen und die Schulen auszugeben als die Allianz. In den Krippen und Kindergärten sollte ein Erzieher maximal fünf Kinder zu betreuen haben. Alleinerziehenden Elternteilen sicherten die Rotgrünen eine bessere Unterstützung, unter anderem in Form eines höheren Wohngeldes, zu. Auch in der Verkehrspolitik setzten die Blöcke unterschiedliche Akzente. Während die Allianz eine Reihe von Straßenbauprojekten, unter anderem im Großraum Stockholm, priorisierte, setzten sich die Rotgrünen für Straßenbenützungsgebühren in der Hauptstadt und eine Lkw-Maut ein. Bis zum Jahr 2021 sollten 100 Milliarden Kronen in den Ausbau des Eisenbahnnetzes investiert werden, unter anderem für Hochgeschwindigkeitsstrecken zwischen Stockholm und Linköping sowie Göteborg und Borås.
Auch innerhalb des rotgrünen Lagers gab es Differenzen in wichtigen Fragen. Die Linkspartei erwog, versprochene Steuererleichterungen für Rentner durch eine höhere Einkommensteuer zu finanzieren. Diese Pläne stießen bei Sozialdemokraten und Grünen auf Ablehnung. Eine weitere Einwanderung von Facharbeitern, auch aus Ländern außerhalb der Europäischen Union, wurde von den Grünen stärker begrüßt als von den Bündnispartnern.

## Umfragen

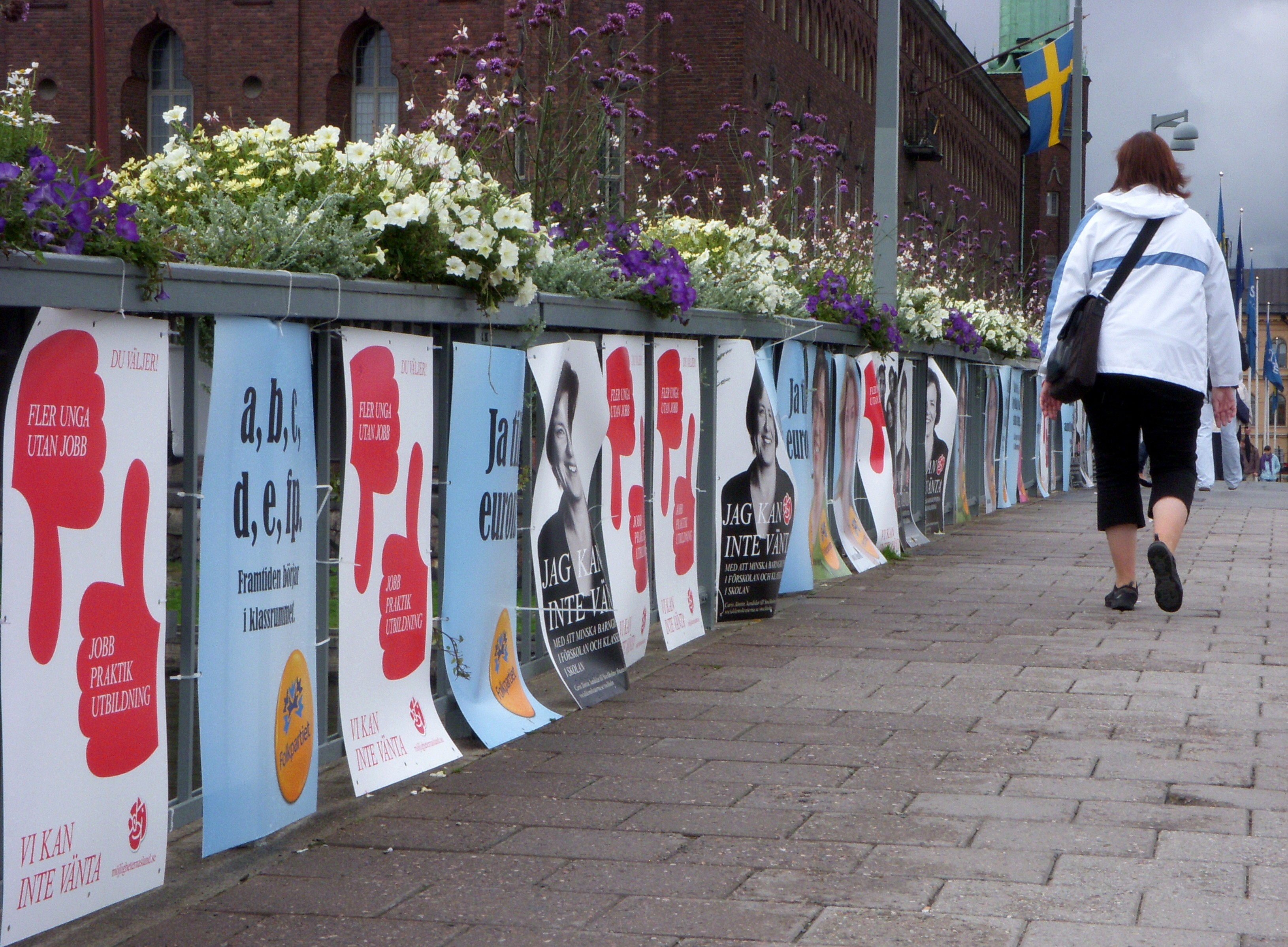
Wahlplakate in Stockholm

Nach den Wahlen im Herbst 2006 verlor die bürgerliche Allianz zunächst stark an Zustimmung. Anfang 2008 errechneten Meinungsforschungsinstitute wie Novus Opinion, Sifo oder Temo Spitzenwerte für die Rotgrünen im Bereich von 58 Prozent der Stimmen. Der Vorsprung auf die Allianz betrug zeitweise über 20 Prozentpunkte. Danach verbesserten die bürgerlichen Parteien ihre Umfragewerte allmählich, doch noch im Januar 2010 führte die Opposition die Wählergunst deutlich an.
Eine Trendwende machte sich ab Mai bzw. Juni 2010 bemerkbar, als die Allianz erstmals wieder die Popularitätsskala anführte. Bis Ende August hatten die Regierungsparteien ihren Vorsprung auf circa vier Prozent ausgebaut. Dennoch sagten die Demoskopen bis zur Wahl am 19. September 2010 ein Kopf-an-Kopf-Rennen der beiden Blöcke voraus. Völlig offen war wenige Wochen vor der Wahl auch, welche Partei als stärkste Kraft in das Parlament einziehen würde. Novus Opinion sah die Moderata samlingspartiet am 25. August 2010 bei 31,4 Prozent und die Sozialdemokraten fast gleichauf bei 30,3 Prozent der Wählerstimmen. Bei einer direkten Gegenüberstellung der Spitzenkandidaten erklärten 63 Prozent der Schweden, dass sie Ministerpräsident Reinfeldt vertrauen würden, während Mona Sahlin das Vertrauen von 18 Prozent ihrer Landsleute genoss – ein vergleichbar niedriger Wert, den viele Bürger auf die sogenannte Toblerone-Affäre zurückführten, in deren Mittelpunkt Sahlin 1995 stand.
Neben den sieben Parteien, die bereits im Reichstag vertreten waren, trauten die Demoskopen lediglich der rechtspopulistischen und ausländerfeindlichen Gruppierung Sverigedemokraterna (Schwedendemokraten) zu, Mandate im neuen Parlament zu erringen. In den Umfragen lag die Partei Ende August 2010 knapp oberhalb der 4-Prozent-Hürde. Alle Parteien im Reichstag lehnten indes vor der Wahl eine parlamentarische Zusammenarbeit mit den Schwedendemokraten ab. Kaum Chancen auf einen Einzug in den Reichstag wurden der Feministiskt initiativ (Feministischen Initiative) und der Piratpartiet (Piratenpartei) eingeräumt.
| Umfrageperiode | Regierung | Regierung | Regierung | Regierung | Opposition | Opposition | Opposition | Opposition | Sonstige |      | M+FP+C+KD | S+MP+V | Führend |
| Umfrageperiode | M         | FP        | C         | KD        | S          | MP         | V          | SD         | Sonstige |      | M+FP+C+KD | S+MP+V | Führend |
| Umfrageperiode |           |           |           |           |            |            |            |            |          |      |           |        | Führend |
| September 2010 | 30,0      | 6,8       | 6,6       | 6,5       | 30,3       | 9,7        | 5,3        | 3,8        | 1,2      |      | 49,9      | 45,3   | +4,6    |
| August 2010    | 30,5      | 6,8       | 5,5       | 5,8       | 31,3       | 8,9        | 4,8        | 4,5        | 1,9      | 48,6 | 45,0      | +3,6   |         |
| Juni 2010      | 32,9      | 6,1       | 4,9       | 4,5       | 30,6       | 9,9        | 5,1        | 4,3        | 1,7      | 48,4 | 45,6      | +2,8   |         |
| Mai 2010       | 30,9      | 6,7       | 5,1       | 3,5       | 34,3       | 10,7       | 4,3        | 3,5        | 1,0      | 46,2 | 49,3      | +3,1   |         |
| April 2010     | 29,8      | 6,2       | 4,9       | 4,1       | 34,1       | 9,0        | 5,4        | 4,9        | 1,6      | 45,0 | 48,5      | +3,5   |         |
| März 2010      | 30,8      | 5,9       | 4,7       | 3,8       | 34,0       | 10,6       | 5,6        | 3,8        | 0,9      | 45,2 | 50,2      | +5,0   |         |
| Februar 2010   | 29,6      | 6,5       | 5,6       | 3,9       | 34,6       | 9,3        | 5,1        | 3,4        | 2,0      | 45,6 | 49,0      | +3,4   |         |
| Januar 2010    | 25,8      | 6,7       | 5,0       | 4,0       | 36,9       | 9,4        | 5,5        | 5,0        | 1,8      | 41,5 | 51,8      | +10,3  |         |
| Dezember 2009  | 25,1      | 6,8       | 5,2       | 3,7       | 36,7       | 10,3       | 5,2        | 5,1        | 2,0      | 40,8 | 52,2      | +11,4  |         |
| November 2009  | 28,5      | 7,0       | 4,5       | 4,0       | 33,3       | 9,7        | 5,9        | 5,8        | 1,4      | 44,0 | 48,9      | +4,9   |         |
| Oktober 2009   | 29,2      | 6,3       | 4,6       | 4,3       | 35,7       | 5,9        | 7,6        | 4,7        | 1,8      | 44,4 | 49,2      | +4,8   |         |
| September 2009 | 29,0      | 7,3       | 5,0       | 3,7       | 34,0       | 8,9        | 5,5        | 3,9        | 2,7      | 45,0 | 48,4      | +3,4   |         |
|                |           |           |           |           |            |            |            |            |          |      |           |        |         |
| Wahl 2006      | 26,2      | 7,5       | 7,9       | 6,6       | 35,0       | 5,2        | 5,9        | 2,9        | 2,8      |      | 48,2      | 46,1   | +2,1    |

## Wahlergebnis
Am frühen Morgen des 20. September 2010 stand fest, dass die von Ministerpräsident Fredrik Reinfeldt angeführte Allianz für Schweden die Wahl gewonnen hatte. Das bürgerliche Bündnis steigerte seinen Stimmanteil gegenüber der letzten Wahl um 1,1 Prozent auf 49,3 Prozent. Trotz dieses Zugewinns verfehlte die Allianz die absolute Mehrheit, da erstmals die Schwedendemokraten in den Reichstag einzogen. Die rechtspopulistische Partei schnitt besser ab als erwartet und errang mit 5,7 Prozent der Wählerstimmen 20 Mandate.
Die Rotgrünen erreichten 43,6 Prozent der Stimmen, was einen Verlust von 2,5 Prozentpunkten gegenüber der Wahl von 2006 bedeutete. Für den Rückgang waren vor allem die Sozialdemokraten verantwortlich, die mit 30,7 Prozent der Stimmen zwar erneut stärkste Partei in Schweden wurden, aber ihr schlechtestes Ergebnis seit 1914 erzielten. Auch die Linkspartei verlor leicht, während die Grünen um zwei Prozentpunkte zulegten und als drittstärkste Partei in den Reichstag einzogen.
Alle übrigen Parteien verfehlten die 4-Prozent-Hürde deutlich. Die Wahlbeteiligung lag bei 84,6 Prozent.
157 der 349 gewählten Abgeordneten sind Frauen, deren Anteil bei 45 Prozent liegt und damit im Verhältnis zur Reichstagswahl 2006 leicht zurückgegangen ist. Verantwortlich für diesen Trend zeichnen vor allem die Schwedendemokraten, deren Fraktion nur zu 15 Prozent aus Frauen besteht. 118 Abgeordnete zogen zum ersten Mal in das schwedische Parlament ein.
Da beide Blöcke eine Zusammenarbeit mit den Schwedendemokraten abgelehnt hatten, war die Regierungs- und Mehrheitsbildung nach der Wahl zunächst unklar. Noch in der Wahlnacht machte Ministerpräsident Reinfeldt den Grünen das Angebot einer Zusammenarbeit, das Parteisprecherin Maria Wetterstrand zurückwies. Am 27. September 2010 gaben die Grünen bekannt, dass sich die Partei in einzelnen Sachfragen wie der Asyl- und Einwanderungspolitik eine Kooperation mit der regierenden Allianz vorstellen könne, um bei diesen Themen Einflussmöglichkeiten der Schwedendemokraten auszuschließen. Einen formellen Beitritt zur Allianz lehnten sie jedoch ab.
Am 5. Oktober 2010 präsentierte Fredrik Reinfeldt sein neues Kabinett, das von da an als Minderheitsregierung amtierte. Jeweils vier Minister gehörten der Liberalen Volkspartei und der Zentrumspartei an, drei den Christdemokraten und zwölf den Konservativen.
Die Wahlresultate im Einzelnen:
| Partei            | Partei                                           | Stimmen   | Stimmen | Stimmen | Sitze  | Sitze |
| Partei            | Partei                                           | Anzahl    | %       | +/−     | Anzahl | +/−   |
| ----------------- | ------------------------------------------------ | --------- | ------- | ------- | ------ | ----- |
|                   | Moderate Sammlungspartei (M)                     | 1.791.766 | 30,06   | +3,83   | 107    | +10   |
|                   | Volkspartei Die Liberalen (FP)                   | 420.524   | 7,06    | −0,48   | 24     | −4    |
|                   | Zentrumspartei (C)                               | 390.804   | 6,56    | −1,32   | 23     | −6    |
|                   | Christdemokraten (KD)                            | 333.696   | 5,60    | −0,99   | 19     | −5    |
|                   | Allianz für Schweden                             | 2.936.790 | 49,28   | +1,04   | 173    | −5    |
|                   | Sozialdemokratische Arbeiterpartei Schwedens (S) | 1.827.497 | 30,66   | −4,33   | 112    | −18   |
|                   | Umweltpartei Die Grünen (MP)                     | 437.435   | 7,34    | +2,09   | 25     | +6    |
|                   | Linkspartei (V)                                  | 334053    | 5,60    | −0,24   | 19     | −3    |
|                   | Die Rotgrünen                                    | 2.598.985 | 43,60   | −2,48   | 156    | −15   |
|                   | Schwedendemokraten (SD)                          | 339.610   | 5,70    | +2,77   | 20     | +20   |
|                   | Piratenpartei (PP)                               | 38.491    | 0,65    | +0,02   | —      | —     |
|                   | Feministische Initiative (FI)                    | 24.139    | 0,40    | −0,28   | —      | —     |
|                   | Interessenpartei der schwedischen Rentner (SPI)  | 11.078    | 0,19    | −0,22   | —      | —     |
|                   | Sonstige                                         | 11.315    | 0,18    | —       | —      | —     |
|                   |                                                  |           |         |         |        |       |
| Gesamt            | Gesamt                                           | 5.960.408 | 100,00  |         | 349    |       |
|                   |                                                  |           |         |         |        |       |
| Gültige Stimmen   | Gültige Stimmen                                  | 5.960.408 | 98,87   |         |        |       |
| Ungültige Stimmen | Ungültige Stimmen                                | 2.336     | 0,04    |         |        |       |
| Leere Stimmzettel | Leere Stimmzettel                                | 65.938    | 1,09    |         |        |       |
| Wahlbeteiligung   | Wahlbeteiligung                                  | 6.028.682 | 84,63   |         |        |       |
| Wahlberechtigte   | Wahlberechtigte                                  | 7.123.651 | 100,00  |         |        |       |
|                   |                                                  |           |         |         |        |       |
| Quelle:           |                                                  |           |         |         |        |       |